# Zapasy na Letnich Igrzyskach Olimpijskich 1980 – kategoria do 57 kg w stylu wolnym
Zmagania mężczyzn w wadze 57 kg to jedna z dziesięciu męskich konkurencji w zapasach w stylu klasycznym rozgrywanych podczas Letnich Igrzysk Olimpijskich 1980. Pojedynki w tej kategorii wagowej odbyły się w dniach 29 – 31 lipca.

## Klasyfikacja[2]
| Pozycja | Nazwisko                 | Kraj            |
| ------- | ------------------------ | --------------- |
| 1       | Siergiej Biełogłazow     | ZSRR            |
| 2       | Li Ho-pyong              | Korea Północna  |
| 3       | Dugarsürengijn Ojuunbold | Mongolia        |
| 4       | Iwan Coczew              | Bułgaria        |
| 5       | Aurel Neagu              | Rumunia         |
| 6       | Wiesław Kończak          | Polska          |
| 7       | Karim Salman Muhsin      | Irak            |
| 8       | Sándor Németh            | Węgry           |
| 9       | Juan Rodríguez Perdono   | Kuba            |
| 10      | Antonio La Bruna         | Włochy          |
| 11      | Carlos Hurtado           | Peru            |
| 12      | Mohammad Halilula        | Afganistan      |
| 13      | Mahmoud El-Messouti      | Syria           |
| .       | Phạm Văn Tý              | Wietnam         |
| .       | Amrik Singh Gill         | Wielka Brytania |
| .       | Cris Brown               | Australia       |

## Zasady
Przyjęto zasadę punktów karnych, gdzie zdobycie sześciu punktów lub więcej eliminowało zawodnika z turnieju. Kolejność miejsc medalowych ustalona została w specjalnej rundzie finałowej, z udziałem trzech zawodników z najmniejszą liczbą takich punktów.
- TPP — Punkty karne razem
- MPP — Punkty karne pojedynku
- TF — Łopatki
- DQ — Dyskwalifikacja za pasywność
- IN — Kontuzja przeciwnika

## Punktacja
- 0 — Wygrana na łopatki, przewagę techinczną, pasywność, kontuzję
- 0.5 — Wygrana na punkty  (8-11 punktów różnicy)
- 1 — Wygrana na punkty  (1-7 punktów różnicy)
- 2 — Dyskwalifikacja za pasywność, zwycięzca również był pasywny
- 3 — Przegrana na punkty (1-7 punktów różnicy)
- 3.5 — Przegrana na punkty (8-11 punktów różnicy)
- 4 — Przegrana na łopatki, przewagę techiczną, pasywność, kontuzję

## Wyniki[3]

### Pierwsza runda
| TPP | MPP |                          | Wynik\|Czas |                     | MPP | TPP |
| --- | --- | ------------------------ | ----------- | ------------------- | --- | --- |
| 4   | 4   | Cris Brown               | TF / 7:41   | Li Ho-pyong         | 0   | 0   |
| 0   | 0   | Wiesław Kończak          | 24 - 3      | Amrik Singh Gill    | 4   | 4   |
| 0   | 0   | Siergiej Biełogłazow     | TF / 4:46   | Iwan Coczew         | 4   | 4   |
| 0   | 0   | Antonio La Bruna         | DQ / 7:28   | Mahmoud El-Messouti | 4   | 4   |
| 0   | 0   | Sándor Németh            | TF / 6:48   | Karim Salman Muhsin | 4   | 4   |
| 0   | 0   | Juan Rodríguez Perdono   | DQ / 7:23   | Phạm Văn Tý         | 4   | 4   |
| 1   | 1   | Carlos Hurtado           | 12 - 11     | Mohammad Halilula   | 3   | 3   |
| 1   | 1   | Dugarsürengijn Ojuunbold | 10 - 10     | Aurel Neagu         | 3   | 3   |

### Druga runda
| TPP | MPP |                      | Wynik\|Czas |                          | MPP | TPP |
| --- | --- | -------------------- | ----------- | ------------------------ | --- | --- |
| 8   | 4   | Cris Brown           | 1 - 33      | Wiesław Kończak          | 0   | 0   |
| 0   | 0   | Li Ho-pyong          | DQ / 5:03   | Amrik Singh Gill         | 4   | 8   |
| 0   | 0   | Siergiej Biełogłazow | TF / 2:05   | Antonio La Bruna         | 4   | 4   |
| 4   | 0   | Iwan Coczew          | TF / 4:26   | Mahmoud El-Messouti      | 4   | 8   |
| 1   | 1   | Sándor Németh        | 9 - 7       | Juan Rodríguez Perdono   | 3   | 3   |
| 4   | 0   | Karim Salman Muhsin  | TF / 5:59   | Phạm Văn Tý              | 4   | 8   |
| 5   | 4   | Carlos Hurtado       | TF / 2:08   | Dugarsürengijn Ojuunbold | 0   | 1   |
| 7   | 4   | Mohammad Halilula    | FF          | Aurel Neagu              | 0   | 3   |

### Trzecia runda
| TPP | MPP |                        | Wynik\|Czas |                          | MPP | TPP |
| --- | --- | ---------------------- | ----------- | ------------------------ | --- | --- |
| 1   | 1   | Li Ho-pyong            | 9 - 5       | Wiesław Kończak          | 3   | 3   |
| 0   | 0   | Siergiej Biełogłazow   | TF / 1:36   | Sándor Németh            | 4   | 5   |
| 4   | 0   | Iwan Coczew            | 13 - 1      | Antonio La Bruna         | 4   | 8   |
| 4   | 0   | Karim Salman Muhsin    | TF / 1:49   | Carlos Hurtado           | 4   | 9   |
| 7   | 4   | Juan Rodríguez Perdono | IN / 0:39   | Dugarsürengijn Ojuunbold | 0   | 1   |
| 3   |     | Aurel Neagu            |             | Bez walki                |     |     |

### Czwarta runda
| TPP | MPP |                     | Wynik\|Czas |                          | MPP | TPP |
| --- | --- | ------------------- | ----------- | ------------------------ | --- | --- |
| 6   | 3   | Aurel Neagu         | 3 - 10      | Li Ho-pyong              | 1   | 2   |
| 7   | 4   | Wiesław Kończak     | TF / 3:23   | Siergiej Biełogłazow     | 0   | 0   |
| 4   | 0   | Iwan Coczew         | TF / 6:40   | Sándor Németh            | 4   | 9   |
| 8   | 4   | Karim Salman Muhsin | TF / 2:01   | Dugarsürengijn Ojuunbold | 0   | 1   |

### Piąta runda
| TPP | MPP |             | Wynik\|Czas |                          | MPP | TPP |
| --- | --- | ----------- | ----------- | ------------------------ | --- | --- |
| 6   | 4   | Li Ho-pyong | TF / 1:12   | Siergiej Biełogłazow     | 0   | 0   |
| 7   | 3   | Iwan Coczew | 6 - 9       | Dugarsürengijn Ojuunbold | 1   | 2   |

### Runda finałowa
Zaliczone pojedynki z wcześniejszych rund
| TPP | MPP |                      | Wynik\|Czas |                          | MPP | TPP |
| --- | --- | -------------------- | ----------- | ------------------------ | --- | --- |
|     | 4   | Li Ho-pyong          | TF / 1:12   | Siergiej Biełogłazow     | 0   |     |
| 5   | 1   | Li Ho-pyong          | 7 - 7       | Dugarsürengijn Ojuunbold | 3   |     |
| 0   | 0   | Siergiej Biełogłazow | DQ / 7:00   | Dugarsürengijn Ojuunbold | 4   | 7   |